# Paneče
Paneče so naselje v Občini Laško.